# Relations entre le Bangladesh et le Danemark
Les relations entre le Bangladesh et le Danemark sont les relations bilatérales de la république populaire du Bangladesh et du royaume du Danemark. Le Danemark a une ambassade à Dacca, depuis 1972, et le Bangladesh était représenté par son ambassade à Stockholm, en Suède, mais en a une, depuis 2015, à Copenhague.

## Visites d'État
Le ministre des affaires étrangères du Bangladesh, Abul Hassan Mahmood Ali (en), s'est rendu deux fois en visite officielle au Danemark, la première fois en septembre 2016 et la seconde fois en octobre 2018, au sommet Partnering for Green Growth and Global Goals 2030 (Partenariat pour la croissance verte et les objectifs mondiaux 2030) de Copenhague.

## Coopération
Le Bangladesh fait partie de l'aide au développement du Danemark depuis son indépendance en 1971. L'objectif de l'aide au développement a été de réduire la pauvreté en soutenant le secteur des transports, l'agriculture, la pêche, le transport de l'eau, l'approvisionnement en eau et l'assainissement, le secteur privé et le développement rural intégré, y compris l'éducation de masse.
Depuis le début des années 1990, le Danemark soutient des activités dans le domaine des droits de l'homme, de la démocratie et de la bonne gouvernance (HRDGG).
L'ambassadrice du Danemark au Bangladesh, Winnie Estrup Petersen, signale que son pays cherche à explorer la croissance verte dans plusieurs secteurs, en particulier l'industrie du prêt-à-porter. Cela signifie que chaque entreprise fabriquera ses produits de manière biologique, ce qui entraînera une diminution de la consommation d'eau et donc de la pollution. Pour le dire simplement, les entreprises danoises viennent au Bangladesh pour proposer des solutions vertes aux fabricants locaux.
Les importations danoises depuis le Bangladesh sont en constante augmentation et ont atteint près de 750 millions de dollars en 2019. La balance commerciale penche nettement en faveur des Bangladais, qui ont importé des marchandises pour une valeur approximative de 120 millions de dollars.